# Gwen Salmond
María Gwendoline Salmond, también conocida como Gwen Salmond (1877 – 1958), fue una artista británica del siglo XIX.

## Biografía
Salmond era la hija del mayor general William Salmond y Lady Emma Mary H. Hoyle Salmond. Se convirtió en artista a pesar de los "planes estrictamente burgueses" de sus padres. Sus hermanos eran Emma, Gladys, Geoffrey y John.
Salmond conoció al artista Matthew Smith en 1907 en Whitby y ella se convirtió en su "mejor mentora". En 1912, se casó con Smith y tuvieron dos hijos juntos, Mark (1915-1940) y Dermot (1916-1941). Su matrimonio no fue feliz; se separaron definitivamente en 1922 pero nunca se divorciaron, y él siempre fue un firme partidario de su trabajo. Fue Salmond quien crio a los niños. Smith dejó a su esposa e hijos porque sintió que estaban "sofocando su carrera".
Ambos hijos sirvieron en la Royal Air Force durante la Segunda Guerra Mundial y murieron durante la guerra.

## Educación
Salmond estudió en Slade School of Fine Art, donde sus amigas incluían a Gwen John (pintora galesa) y Ursula Tyrwhitt (pintora y dibujante inglesa). Otras estudiantes de la clase de 1895, además de Salmond y John, fueron Ida Nettleship y Edna Waugh.
Fue a París en el invierno de 1898-1899 con Nettleship y John para profundizar en su educación. Estudiaron en la Académie Carmen, la escuela de James McNeill Whistler y Salmond pagó los honorarios de John. Mientras estaban allí, las mujeres se hicieron mutuamente pinturas y autorretratos. Gwen John pintó a Nettleship y Salmond en Interior with Figures, que se ha dicho que es "un símbolo de la vida parisina moderna". Brian Louis Pearce y Nettleship vivían en un piso de la Rue Froidveau.
Augustus Edwin John, hermano de Gwen John, decía que estas mujeres eran las "estrellas de su generación".

## Carrera profesional
Sus obras se expusieron en Leicester Galleries, Royal Academy of Arts y New English Art Club (NEAC).
Sus considerables habilidades como dibujante la hicieron muy solicitada como profesora de dibujo. Salmond enseñó en la Chelsea Art School, dirigida por sus amigos Augustus Edwin John y William Orpen de Slade, London County Council y Clapham Art School.